# 苯二氮䓬类药物依赖性
苯二氮䓬类药物的依赖性或苯二氮䓬类药物成瘾指的是当一个人表现出以下症状中一个或多个：耐药性，戒断症状，寻求药物使用行为（例如不顾有害后果持续使用），和适应药物使用的不良模式。在苯二氮䓬类药物依赖中，继续使用该类药物似乎是为了避免令人不快的戒断反应，而不是为了药物的积极效果。 苯二氮䓬类药物如果长期使用，即便以较低的治疗剂量，仍然会产生依赖。